# 560년대
560년대는 560년부터 569년까지를 가리킨다.